# Alexis Mugisha
Alexis Mugisha

Link zum Bild

Alexis Mugisha (* 1977) ist ein ruandischer Politiker der Demokratischen Grünen Partei Ruandas (DGPR) und Senator.
Mugisha hat einen Bachelorabschluss von der National University of Rwanda in Humangeographie und physischer Geographie. Er ist seit der Gründung der DGPR im Jahr 2009 Parteimitglied. Seit dem 16. Oktober 2020 sitzt Mugisha als erster Politiker der DGPR im Senat Ruandas.
Mugisha lebt im Distrikt Kamonyi in der Südprovinz.